# D4L
D4L var en amerikansk rapgrupp mest känd för låten "Laffy Taffy".

## Diskografi

### Album
- Down for Life - 2005

### Singlar
| År   | Titel                        | Listor     | Listor         | Listor | Listor     | Album         |
| År   | Titel                        | US Hot 100 | US R&B/Hip-Hop | US Rap | UK Singles | Album         |
| ---- | ---------------------------- | ---------- | -------------- | ------ | ---------- | ------------- |
| 2006 | "Laffy Taffy"                | #1         | #15            | #6     | #29        | Down For Life |
| 2006 | "Betcha Can't Do It Like Me" | #72        | #23            | #13    | -          | Down For Life |